# Canal de Arzeni-Xamirã
O Canal de Arzeni-Xamirã (em armênio: Արզնի-Շամիրամի ջրանցք; romaniz.: Arzni-Šamirami ǰrants’k’) é um sistema de irrigação da Armênia. Se origina no rio Razdã, da bacia que alimenta a usina hidrelétrica de Arzeni, onde tem capacidade de 25 m³/s. Com um comprimento de cerca de 90 quilômetros, irriga 30 mil hectares de terra nas regiões de Nairi, Astaraque e, em parte, Aboviã e Valarsapate. A construção começou em 1951 e foi concluída em 1973. A primeira etapa do canal foi colocada em operação em 1958.